# Califon
Califon ist eine Stadt im Hunterdon County in New Jersey in den USA. Das U.S. Census Bureau ermittelte bei der Volkszählung 2020 eine Einwohnerzahl von 1005.
Die Namen Calfion erhielt die Stadt in den 1920er-Jahren, eine spätere Verkürzung, denn ursprünglich hieß die Ansiedlung California.
Califon war eine Bahnstation der High Bridge Branch der Central Railroad of New Jersey. Nach dem Verkauf der Central Railroad an Conrail 1976, wurde die Bahnverbindung aufgegeben. Heute läuft der Columbia Trail, ein Fahrradweg, auf der ehemaligen Bahntrasse. Nach der letzten Volkszählung 2007 leben 1033 Personen in Califon.
In der Stadt gibt es keine Hausnummern, sondern Häuser tragen Schilder mit dem Namen des Erbauers und dem Jahr der Errichtung.
Die Stadt beherbergt einen Kindergarten und eine Public School. 

## Persönlichkeiten
- Merv Griffin (1925–2007), US-amerikanischer Entertainer
- Francis Burton Harrison (1873–1957), US-amerikanischer Politiker